# Schronisko KTN w Sławsku
Schronisko KTN w Sławsku – nieistniejące obecnie schronisko turystyczne położone w Sławsku w Bieszczadach Wschodnich na wysokości 600 m n.p.m. Właścicielem schroniska było Karpackie Towarzystwo Narciarzy z siedzibą we Lwowie.
Budowę pierwszego schroniska w Sławsku Towarzystwo rozpoczęło w 1910 roku. Środki na inwestycję uzyskano m.in. z Ministerstwa Robót Publicznych (subwencja na 10 000 koron) oraz Sodalicji Mariańskiej Panów we Lwowie (pożyczka na 5000 koron). Działalność obiekt rozpoczął w lutym 1911 roku, natomiast jego uroczyste otwarcie i poświęcenie miało miejsce w dniach 6-7 marca 1912 roku. Obiekt był położony niedaleko stacji kolejowej i oferował 44 miejsca noclegowe.
Pierwszy budynek schroniska został spalony w maju 1915 roku przez wojska rosyjskie. Do odbudowy przystąpiono latem 1922 roku na tym samym miejscu. Pierwszych noclegów nowy obiekt udzielił już w grudniu 1922 roku, a jego ponowne poświęcenie miało miejsce 11 marca 1923 roku. W kosztach odbudowy partycypowało Ministerstwo Robót Publicznych oraz wiele firm prywatnych. Pomocy w wysokości 15 000 marek i 20 złotych udzielił również lwowski oddział PTT, w zamian za co jego członkowie utrzymali prawo do zniżek w obiekcie w sezonie letnim.
Nowy budynek miał początkowo 56 miejsc noclegowych, w 1937 roku liczba ta wzrosła do 80. W 1926 roku zainstalowano w schronisku telefon, natomiast w 1930 roku dokonano rozbudowy obiektu, urządzając nową jadalnię oraz umywalnię z natryskami. Autorami wystroju jadalni byli Janusz Witwicki i Maria Łomnicka.
Schronisko działało do wybuchu II wojny światowej z przerwą latem 1936 roku spowodowaną epidemią tyfusu. Podczas wojny pełniło funkcję szkoły oraz świetlicy kulturalnej. Budynek przetrwał do czasów współczesnych, pozostając niezagospodarowany.
Gospodarzami schroniska w latach 1923-1939 byli:
- 1932-1928 – Michalina Błażejowska,
- 1928-1929 – pani Alber,
- 1929-1938 – Szczepan Witkowski,
- od 1938 – Roman Bielański.

## Szlaki turystyczne w 1936 r.
Ze Sławska rozchodziły się szlaki turystyczne w następujących kierunkach:
- na Trościan (1235 m n.p.m.) do schroniska PTT,
- do Ławocznego przez Ilzę i Pliszki (1038 m n.p.m.),
- do Sołowtiny Mizuńskiej przez Kiczerkę (845 m n.p.m.), Czyrak Sekul (1283 m n.p.m.) oraz Menczul (1175 m n.p.m.).